# Luís Capucho
Sua obra literária foi homenageada com a medalha José Cândido de Carvalho pela Câmara Municipal de Niterói/2017. 
É vencedor do Prêmio Arco-íris dos Direitos Humanos 2005. Assina a série de telas "As Vizinhas de Trás". 
Lançou os discos Poema Maldito(2014), Cinema Íris(2012) e  Lua Singela(2003). 

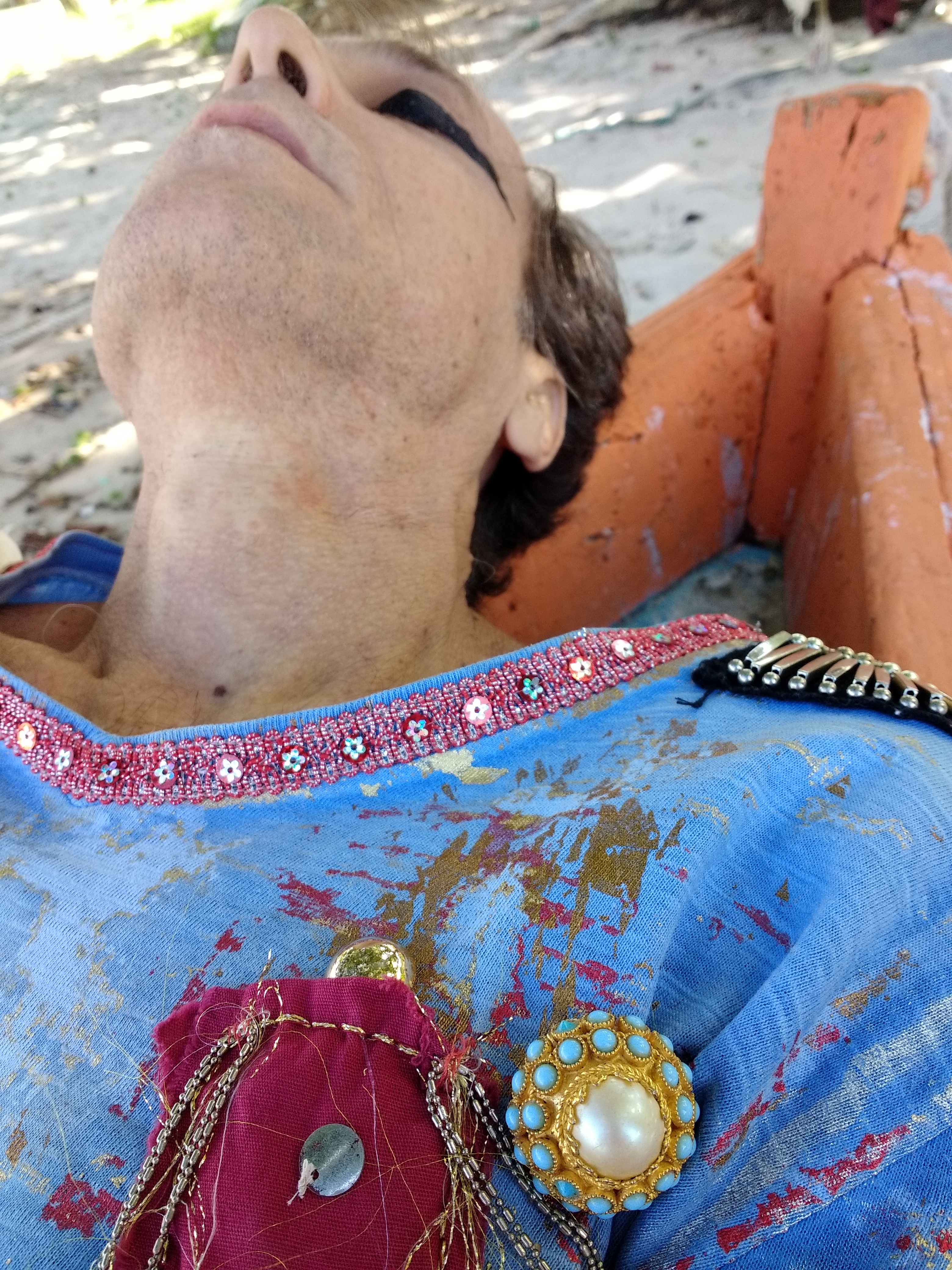
Luís Capucho é escritor, compositor e pintor. Sua obra literária foi homenageada com a medalha José Cândido de Carvalho pela Câmara Municipal de Niterói/2017. É vencedor do Prêmio Arco-íris dos Direitos Humanos 2005. Assina a série de telas "As Vizinhas de Trás". Lançou os discos Poema Maldito(2014), Cinema Íris(2012) e Lua Singela(2003). Publicou os livros: Diário da Piscina(È selo de língua - editora É/2017), Mamãe me adora(Edições da Madrugada/2012) Rato(Rocco/2007) e Cinema Orly(Ficções de Interludio/1999).

Luís Capucho é compositor, escritor, cantor e violonista. Nascido em Cachoeiro de Itapemirim, Espírito Santo, radicou-se na cidade de Niterói desde 14 anos de idade. Em 1988, graduou-se em Letras pela Universidade Federal Fluminense. Voltou à mesma instituição acadêmica em 2010, para pós-graduação em Leitura e Produção de Texto.  Participante da mesma safra de artistas em que surgiram Pedro Luís e Arícia Mess, é incluído nos anos 90 pela imprensa paulista num movimento chamado de “Retropicalismo”.

## Carreira
Em 1993, teve o primeiro registro como compositor, com a gravação de suas canções “Maluca” e “Minha casa é um céu” por Rita Peixoto e Carlos Fuchs.
Em 1996, estreou como cantor com a canção “O amor é sacanagem”, de sua autoria, no CD coletivo “Ovo”, ao lado de Arícia Mess, Suely Mesquita, Pedro Luís, Mathilda Kóvak, Fred Martins e Rodrigo Campello, entre outros artistas autodenominados “retropicalistas”.
Em 1997, Pedro Luís e A Parede incluíram no CD “Astronauta Tupy” sua música “Máquina de escrever” (c/ Mathilda Kóvak). Nesse mesmo ano, Daúde gravou “Romena”, de sua parceria com Suely Mesquita.
Em 1999, Cássia Eller gravou sua canção “Maluca” no CD “Com você meu mundo ficaria completo”. Nesse mesmo ano, sua música “Máquina de escrever” (c/ Mathilda Kóvak) recebeu regravação no CD “Ah!”, de Patrícia Amaral. Também em 1999, publicou o romance “Cinema Orly”  (Editora Interlúdio).
Em 2000, Eleonora Falcone gravou no CD “Apetite” suas músicas “Me atende” (c/ Suely Mesquita), “Bruto” e “Destruição”, além de “Michel Jackson usa batom”, parceria de ambos.
No ano seguinte, Suely Mesquita incluiu no repertório do CD “Sexo Puro” a canção “Aristocracia”, parceria de ambos. Também em 2001, Rita Peixoto e Carlos Fuch gravaram sua composição “Dominus” (c/ Marcos Sacramento) no CD “Na minha cara”.
Em 2003, lançou seu primeiro CD, “Lua singela” (Astronauta Discos), contendo suas canções “Bengalinha”, “Sucesso com sexo”, “Algo assim” e “Máquina de escrever”, todas com Mathilda Kóvak, “Fonemas”, “Ponto máximo” e “Íncubos”, todas com Marcos Sacramento, “Vai querer?” (c/ Suely Mesquita), “Os bichinhos”, “Maluca”, “A vida é livre” e a faixa-título. O disco foi produzido por Paulo Baiano.
Em 2004 faz shows em cidades da Austria a convite da Ong MAIZ. Wado grava sua parceria com Suely Mesquita: "Vai Querer?".
Em 2005, foi o vencedor do prêmio Arco-íris dos Direitor Humanos, na categoria Literatura, com seu livro “Cinema Orly”.
No ano seguinte, foi escalado para o projeto “Pauta Funarte de Música Brasileira”.
Em 2007, lançou seu segundo romance, “Rato” (Editora Rocco ) . Nesse mesmo ano, Clara Sandroni registrou no CD “Cassiopéia” sua canção “O amor é sacanagem”. Em 2010, Cristina Braga incluiu sua música “Peixe” no repertório do CD “Feito um peixe”.
Lança em 2012, o CD “Cinema Íris”, pelo selo Multifoco, contendo suas composições inéditas “A música do sábado” (c/ Kali C.), “Os gestos das mulheres” (c/ Mathilda Kóvak), “Atitudes burras”, “Céu”, “A expressão da boca”, “Eu quero ser sua mãe”, “O motorista do ônibus”, “Para pegar”, “Pessoas são seres do mal”, “Parado aqui” e a faixa-título, além de “Romena” (c/ Suely Mesquita), gravada anteriormente por Daúde, e “Peixe”, gravada anteriormente por Cristina Braga. O disco contou com a participação de Marcos Sacramento (direção artística, vocais e voz-solo em “O gesto das mulheres”), Paulo Baiano (piano, teclados, samplers e programações), Eduardo Marcolino (guitarra), Suely Mesquita (voz solo em “Romena”), Cristina Braga (harpa em “Céu”) e Clara Sandroni (vocais).
Nesse mesmo ano, lança o livro “Mamãe me adora”  pelo selo Edições da Madrugada.
Em 2012 foi também selecionado pro Festival Catarse, em São Paulo e participou do 1º Encontro de escritores de literatura com temática gay na Fnac da Barra. Uma matéria sobre sua obra é publicada no jornal O Globo. *O 'lendário' e 'maldito' Luiz Capucho lança disco e livro e é gravado por Ney Matogrosso
Em 2013, apresenta-se na calourada dos cursos de humanas da Unicamp e leva o show para as cidades de Vitória, Belo Horizonte e São Paulo.
Em 2014, gravado no estúdio Tomba Records, faz crowdfunding e lança Poema Maldito, apenas voz e violão, com intervenções de Felipe Castro, produtor do disco. Inicia as gravações de Peixe, um documentário ficcional de Rafael Saar, a partir de sua obra lítero-musical.
Em 2015, participa como compositor e como escritor do II Seminário Internacional Desfazendo Gênero, em Salvador, BA.
Em 2016, tem sua obra lietrária e musical encenada pelo grupo de teatro Prática de Montação no espetáculo Cabeça de Porco, dirigido por Diêgo Deleon. O cantor e compositor Bruno Cosentino grava Homens Flores(luís Capucho/Marcos Sacramento), Gustavo Galo grava Para Pegar(luís capucho) e Ju Martins grava Eu quero ser sua mãe(luís Capucho). Capucho participa do disco de Rogério Skylab, Desterro e Carnaval, na faixa Deixa. Apresenta-se no 1º Festival Amálgama Brasis.
Em 2017, lança em São Paulo, pela È selo de língua – editora É, o seu quarto livro – Diário da Piscina. E é homengeado pela Câmara Municipal de Niterói, com a medalha José Cândido de Carvalho. O prêmio é oferecido aos que contribuem com a cultura da cidade, que em Capucho, se liga à sua contribuição para a identidade e direitos LGBTs. Bruno Cosentino grava Eu quero ser sua mãe(luís capucho).
Mantém na internet o “Blog Azul”.

## Discografia
(2014) Poema Maldito (Luís Capucho) - Independente
(2012) Cinema Íris (Luís Capucho) – Multifoco – CD
(2003) Lua singela (Luís Capucho) – Astronauta Discos – CD
(1997) Ovo (vários artistas) – participação – Rob Digital - CD

## Livros
(2017) Diário da Piscina (Luís Capucho) É selo de língua - editora É.
(2012) Mamãe me adora (Luis Capucho) Editora Vermelho Marinho.
(2007) Rato(Luis Capucho) Editora Rocco.
(1999) Cinema Orly(Luis Capucho) Editora Interludio.
Referências:
1. ↑  «Luís Capucho - Site Oficial». Luís Capucho - Site Oficial. Consultado em 22 de maio de 2017
2. ↑  «Luís Capucho - Site Oficial». Luís Capucho - Site Oficial. Consultado em 21 de maio de 2017
3. ↑  "Luiz Capucho - Dados Artísticos". Dicionário Cravo Albin da Música Popular Brasileira. Acessado em 24 de fevereiro, 2012.
4. ↑  Luiz Capucho, Cinema Orly, Editora Interlúdio, 1999.
5. ↑  Luiz Capucho, Rato, Editora Rocco, 2007.
6. ↑  Luiz Capucho, Mamãe me adora, Editora Vermelho Marinho, 2012.